# Čočka (oko)
Čočka (lat.: lens crystallina) je průhledná bikonvexní (ve tvaru čočky) struktura v oku, které spolu s rohovkou láme světlo, aby mohlo být zaměřeno na sítnici. Princip funkce je podobný funkci uměle vyrobených kontaktních čoček. Optická mohutnost lidské čočky je asi 15 dioptrií, což je přibližně čtvrtina celkové optické mohutnosti oka. Hlavní funkcí čočky je akomodace.

## Stavba čočky
U zrakového aparátu dospělého člověka je čočka přibližně 4 mm silná a v průměru má asi 10 mm. Je zavěšená na řasnatém tělísku pomocí zonulárních vláken. Čočka je velmi pružná. Vyklenutí čočky kontrolují ciliární svaly. Vnější povrch čočky je tvořen elastickým pouzdrem.
Čočky jsou vytvořené především z průhledných proteinů zvaných krystaliny (asi ze 2/3). Předpokládá se, že krystaliny jsou klíčem k otázce, jak zajistit správnou akomodaci čočky a zároveň propustit většinu světla dovnitř oka. Krystaliny jsou uspořádány do 20 000 soustředných vrstev, s indexem lomu pro viditelné světlo od 1,406 v centrální vrstvě do 1,386 v řidších vrstvách okolo. Tento gradient ještě umocňuje optickou mohutnost čočky.
V průběhu života čočka postupně roste pokládáním nových vrstev buněk přes ty staré. Čočky tak postupně tuhnou a ztrácí schopnost akomodace. Výsledkem je stařecká vetchozrakost neboli presbyopie.

## Akomodace čočky
Hlavní funkcí čočky je upravit ohniskovou vzdálenost oka, aby bylo umožněno zaostření objektů v různé vzdálenosti od oka. Toto přizpůsobování je známo jako akomodace. Akomodace se dá přirovnat k ostření objektivu fotoaparátu či videokamery a je zde řízeno nervovou soustavou a prováděno soustavou svalů kolem čočky. Díky akomodaci čočky vznikne ostrý obraz.
Na krátkou vzdálenost jsou ciliární svaly ochablé a čočka tlustší, proto láme světlo více. Na větší vzdálenost se čočka napíná do stran (rozšiřuje) a tím se naopak index lomu snižuje.
Jiné živočišné druhy (např. ryby) provádějí akomodaci jinak – čočku v jejich zrakovém systému nedokáží smršťovat a povolovat, ale dokáží jí posunovat blíže či dále k sítnici.

## Onemocnění spojená s čočkou
lze rozlišit na vrozená a získaná.
Ektopie čočky (lat:ectopia lentis) je vrozená nebo vývojová vada v umístění čočky.
Rozštěp čočky (lat:coloboma lentis) je vývojová anomálie spojená s poruchou v průběhu embryonálního vytváření čočky.
Sférofakie (lat: spherophakia) je vrozené nadměrné zakřivení čočky připomínající kouli.
Mikrofakie (lat:mikrophakia) je vrozený stav oka s malou čočkou pod 9mm v zevním průměru.
Stařecká vetchozrakost (lat: presbyopia) je věkem podmíněná získaná ztráta elasticity čočky a s tím spojená ztráta akomodace. Presbyopické oko nedokáže zvětšit předozadní rozměr čočky a zaměřit se na blízké předměty (blíže než 6 m před okem). Jedná se o celý komplex dějů: tvrdnutí jádra vlivem ukládání endogenních pigmentů, zvětšování zevního průměru i předozadního rozměru vlivem přirůstání čočky. Lze ji do jisté míry a doby léčit okohybným cvičením, dříve či později vyžaduje brýle doblízka či kontaktní čočku popřípadě laserový nebo chirurgický výkon s implantací multifokální (bifokální) umělé nitrooční čočky. Většina chirurgů chirurgické výkony indikuje až při počínající kataraktě.
Nukleární skleróza je věkem podmíněné ztvrdnutí jádra a zvýšení jeho optické denzity. Je multifaktoriální, vysvětluje ji řada teorií. Je jednou z příčin ztráty akomodace.
Šedý zákal neboli katarakta (lat. cataracta) je ztráta transparence čočky jako celku nebo jejích jednotlivých vrstev. Nejrozšířenější a tedy nejznámější je stařecká (senilní) katarakta (lat: cataracta senilis) jako věkem podmíněné onemocnění. U novorozenců hovoříme o vrozené (kongenitální) kataraktě. Pokud se vrozená katarakta nevyznačuje silným zkalením, může se postupně vyvíjet až do manifestního stadia v pozdějším věku. U adolescentů mluvíme pak o juvenilní kataraktě, u starších o presenilní kataraktě. Podle typu zákalů rozlišujeme přední či zadní polární kataraktu. Vrozené zákaly mohou mít však nejrůznější formu, umístění a také vliv na kvalitu vidění. Další získanou formou šedého zákalu je traumatická katarakta. Vzniká buď kontúzí (stlačením oka) nebo postižením integrity pouzdra čočka (kapsuly). Vliv na tvorbu katarakty mají mnohá onemocnění žláz s vnitřní sekrecí - diabetická katarakta a další. Stejně jako člověk, kataraktou onemocní i jiní savci - pes, kočka, kůň, slon atd. Léčba katarakty je pouze chirurgická, konzervativní metody pomocí kapek nebo jiných doplňků stravy nebyly úspěšné. Lze tak snad uvažovat o určité prevenci katarakty.
Dislokace čočky znamená získané umístění čočky mimo optickou osu oka. Rozlišuejeme mírnou formu - subluxaci a významnou formu - luxaci čočky.
Subluxace čočky (lat:subluxatio lentis) - čočka je pouze mírně vychýlena mimo osu oka. Stav vzniká při poraněních nebo operačních výkonech, nebo je součástí (symptomem) řady onemocnění. Nemusí být výrazně postižena kvalita vidění. Luxace čočky (lat: luxatio lentis)- čočka je dislokována výrazně mimo optickou osu oka. Lze rozlišit luxaci přední (do přední komory, pod spojivku) a zadní luxaci, kdy ze závěsného aparátu utržená čočka padá do sklivce nebo je umístěna za duhovkou.
Ztráta čočky - afakie (lat:aphakia) je nepřítomnost čočky v očním bulbu. Nejčastěji přechodně vzniká při operaci šedého zákalu. Zkalené čočkové hmoty nebo celá zkalená čočka jsou v průběhu vlastní operace nahrazeny čočkou umělou. Vzniká tzv. artefakie nebo také pseudofakie. Další z možností vzniku afakie je trauma, kdy prasknutím stěny bulbu je čočka exprimována mimo oko. Velmi vzácná je vrozená afakie.